# 無農薬栽培
無農薬栽培（むのうやくさいばい）は農薬を使わずに米や野菜などの植物を栽培する方法。無農薬農法ともいう。

## 概要
日本で米作りが始まったのは縄文時代後期と言われており、これに対して農薬や化学肥料が積極的に利用されたのは1950年代後半以降である。それ以前の農業はすべて大量の小作労働者と有機肥料を投入した多労多肥体系の化学農薬を殆ど使用しない栽培であった。明治期以降は一部の水田でウンカ防除目的で鯨油が使用されていた。しかし、天候不良や病害虫の発生などで年によって収量と品質変動が大きく、不作年には死活問題となっていた。
高度経済成長期以降は、農業においてはエンジン動力付き農機具、化学農薬、化学肥料を使用することで安定した収穫と除草などの手間の削減が期待できることから、急速に普及した。しかし同時に、使用する者や収穫物を食する人体、周辺の環境に対して有害であることが広く知られる事となり、過度の農薬の使用や危険な農薬を使用した食品の流通などが批判され社会問題化した。1980年代後半から残留農薬という言葉が注目され無農薬栽培方法の技術開発が進んだ。

### 化学農薬発展略史
- 1700年代には除虫菊の粉を使用した栽培法がヨーロッパなどで始まり、商品化もされる。
- 1851年には、フランスのグリソンが石灰と硫黄を混ぜた石灰硫黄合剤に農薬としての効果があることを発見。
- 1882年にはミラルデがボルドー液を発見し1885年に実用化した。
- 1924年にはヘルマン・シュタウディンガーらによって除虫菊の主成分がピレトリンという化学物質であることが解明された。
- 1932年には日本の武居三吉らによって、デリス根の有効成分がロテノンという化学物質であることも突き止められる。
- 1930年代には日本の農業においても化学農薬が普及し始め、昭和初期には本格的に普及した。
- 1938年、ガイギー社のパウル・ヘルマン・ミュラーは、DDTに殺虫活性があることを発見、農業や防疫に応用された。ミュラーはこの功績により1948年にノーベル生理学・医学賞を受賞した。
- 1941年 BHCの殺虫効果が見出され、農薬としての使用が開始される。

## 無農薬の台頭と拡大
1960年代後半から徐々に消費者心理の不安が台頭し、再び農薬を使わない栽培法が消費者に注目されるようになり、多くの者によってさまざまな方法で試みられるようになった。しかし、無農薬を表示しながら実際には農薬を使った野菜を販売することや、消費者の不安や無知に付け込み無農薬・減農薬を旗印として高価格で売りつける悪徳商法も見られた。また、2001年に農林水産省が特別栽培農産物として「減農薬」などの表示基準を公表する以前は、かなり曖昧期間があり、「無農薬」「減農薬」と表示されながらも農薬が検出される事例が続出した。完全な無農薬での栽培は特定種類の作物（桃、葉物野菜や）や米などでは非常に難しい。例えば、キャベツへのアオムシやヨトウムシなどの害虫混入や食害痕跡を忌避する流通業者や消費者が購入回避を行う実情や、等級低下による価格低下を抑制したいという生産者側の事情もある。そのため、見栄えが最優先される市場環境が農薬の使用を後押ししている。
このような状況を踏まえて、農林水産省の特別栽培農産物に係る表示ガイドラインでは無農薬や減農薬の語を用いず、その農産物が生産の原則に基づき、かつ生産された地域の慣行水準（その地域で慣行的に行われている節減対象農薬・化学肥料の使用状況）に比べて、節減対象農薬の使用回数が5割以下、化学肥料の窒素成分量が5割以下で栽培された農産物を特別栽培農産物（特別栽培○○）として一括し、農薬の不使用や節減については、「農薬：栽培期間中不使用」や「節減対象農薬：○○地域比○割減」などといったより明確な表示を用いることと定めている。

### 無農薬栽培のポイント
無農薬栽培では病害虫の発生後に農薬で抑えることが出来ない、したがって原因を持ち込まない発生させない管理が重要となる。
環境による防除
- 通風や陽当り、圃場の排水性などに注意し病害虫が発生しやすい環境を作らない。周辺の雑草や圃場内に放置された資材なども害虫の発生源となる。
- 農場や圃場全体を防虫網で囲い、害虫の侵入を防止する[9]。病害虫に侵された作物を発見した場合は直ちに畑外へ持ち出すか深い穴を掘って埋める等の処置をして被害の拡大を防ぐ。

作物による防除
- 病害虫にかかりにくい農作物や品種を用いる。古くから栽培されている作物は、その地域の気候風土に適していると考えられる。反対に白菜など新しく入ってきた作物は日本の気候に適しておらず、無農薬栽培に向かない物が多い。
- 病害虫には種子や苗から感染・侵入するものも多い、従って無病で異物混入の無い種苗を用いる。
- 生育にバラツキがあると適切な管理が困難となる。従って粒の大きさや形に注意して健全な種子を選別して用いる。例えばイネの種もみを塩水に漬けることで比重の違いで良い種もみを選ぶことができる。
- ショウガやサツマイモなどは種芋の貯蔵中に低温に遭遇すると腐敗や、その後の生育が悪くなるので貯蔵の段階から注意を要する。

栽培法による防除
- 適期・適地・適作を守る。例えば大根などの冬野菜を夏に無農薬で栽培するのは困難である。
- 機械や熊手などで土の表面１～２cm程度を頻繁に撹拌することで土が乾燥し雑草の発芽を抑えられる。藁や籾殻などで土の表面を覆うことでも抑草効果が期待できる
- 雑草が種を着ける前に除草することで種子の拡散を避ける。雑草種子は寿命の長い物が多く一度土に混入すると、その後数年から種類によっては十年以上雑草の発生に悩まされる。
- 有機肥料であっても肥料の過剰使用は作物の病害虫への抵抗力を著しく弱める。従って適正な施肥計画を実施する。特に有機肥料は温度や湿度の影響を受けやすく、低温期に施した肥料が気温の上昇に伴い急激に分解されることで肥料過剰となりやすい。
- 農作物が病害虫にさらされる期間を短縮する。例えばトウモロコシの早蒔き初夏取り栽培など。
- 化学的な農薬に替わる木酢液などの使用。梶みゆきが木酢液によるバラの無農薬栽培に成功しているが、木酢液は特定農薬としては認められていない。かつては農薬登録されていたが現在は「失効農薬」である。しかし、「販売禁止農薬」ではないので、農薬的な使用は取締の対象ではない。ただし、農薬としての効能をうたって販売した場合は、農薬取締法違反に問われる。加えて、木酢液や竹酢液は成分の不明な物が多く、発がん性物質などの危険を指摘する声も上がっている。従って化学農薬よりも有害な可能性もある。

その他
有機肥料や腐葉土などの有機物を大量に入れなければ無農薬で栽培できないと思われているが、過剰の有機物は不足しているのと同様に有害でしかない。例えば有機物の分解によって放出された成分（過剰の窒素や有機酸）が作物の生育を阻害することもある。有機物がさらに過剰の場合は分解菌の働きによって土中の酸素が消費されることで土が還元状態となりドブ川のヘドロと同様の悪臭を発する。こうなると硫化鉄や硫化水素などの作物にとって有害な成分が土に溜まり、健全な状態（土が酸化された状態）へ回復させるのに多大の時間と労力を要することとなる。また土を酸化させる際も硫化鉄や硫化水素によって土のpH（ピーエッチ）が酸性となるので石灰（カルシウム）などのアルカリ資材で作物の栽培に適した中性程度に矯正しなければならない。
以上のポイントに留意した栽培法を考える。

## 無農薬栽培のデメリット
1. 穀物の場合、農産物が赤かび病などに罹病し、カビが生産するデオキシニバレノールやアフラトキシンなどのカビ毒に汚染される[18]。
2. 収穫までにより多くの労働力を必要とするため、生産コストが上昇する。
3. 病害虫により、生産量が減少する[19]。
4. 周辺の耕作地・農地への病害虫の供給元となる。
5. トマト等のナス科植物は、虫に害されると自己防衛として毒性物質を生成する。

## 無農薬栽培の種類
- 合鴨農法
- BMD農法
- EM菌農法
- 自然農法 - さまざまな方法で取り組まれているが、農薬を使用しない点においてほぼ共通している。
- 武藤農法
- ヒューゲル床栽培